# Kevin Truelson
Kevin Truelson (* 31. Januar 1981 in Weymouth, Massachusetts) ist ein US-amerikanischer Eishockeyspieler, der seit 2009 für die Wichita Thunder in der Central Hockey League auf der Position des Verteidigers spielt.

## Karriere
Kevin Truelson startete seine Karriere 1999 an der University of New Hampshire in der College- und Universitätsliga NCAA in den USA, wo er insgesamt vier Jahre verbrachte. In dieser Zeit erreicht er zwei Mal das Frozen-Four-Turnier der NCAA, auf dem die Meisterschaft ausgespielt wird. Seine bisherige Profilaufbahn in Nordamerika verbrachte Truelson in der ECHL, wo er 2003 bei den Fresno Falcons unter Vertrag genommen wurde. Über die Stationen Gwinnett Gladiators und Long Beach Ice Dogs kam der Rechtsschütze zu den Bakersfield Condors in Kalifornien. Im Sommer 2009 unterschrieb er einen Vertrag für ein Jahr beim Verein SG Cortina.
Vor der Saison 2007/08 besaß er einen Probevertrag bei den Iserlohn Roosters in der Deutschen Eishockey Liga. In der Probezeit konnte er sich nicht für einen Vertrag für die gesamte Saison empfehlen und wurde nicht für die Saison lizenziert.

## ECHL-Statistik
(Stand: Ende der Saison 2008/09)